# Elepidote Rododendron
Elepidote Rododendron (af græsk e + lepidos = "uden skæl") kaldes de Rododendron (arter, krydsninger eller sorter), som ikke har skælagtige hår på undersiden af bladene. Dette ene træk bruges ofte til en grov opdeling af de mange slags Rododendron, som er i handlen. Udtrykket modsvares af de lepidote, som netop har disse hår på bladene. Ofte vil de elepidote Rododendron være lidt mere sarte end de lepidote, da skælhårene giver beskyttelse mod udtørring.
Efter de nyeste DNAundersøgelser (2004) over slægten Rododendron, har man måttet lave en ny opdeling i fem underslægter, hvoraf den ene (Rhododendron subgenus Hymenanthes) rummer alle de elepidote (og løvfældende Azalea'er).